# Marius Thomsen
Marius Thomsen (* 22. Dezember 1981 in Flensburg) ist ein deutscher Regisseur aus dem Genre des Independentfilms.

## Leben und Werk
Bekannt wurde Thomsen deutschlandweit durch die Splatterfilm-Reihe „Knochenwald“, die er durch seine unabhängige Produktionsfirma Nocturnis Pictures in den Umlauf brachte. Auf DVD vertrieben werden diese durch die Maximum Uncut Productions in der Dark Frame Reihe. Hauptsächlich arbeitet Thomsen im filmischen Untergrund. Zu seinen bevorzugten Darstellern gehören Laiendarsteller aus seinem Freundeskreis. Seine Leidenschaft sind Malen, Reisen und Filme aus allen Sektoren (Mainstream, B- und C-Movies & Independent), was man innerhalb seiner Werke auch merkt. Immer wieder gibt es Zitate und Stilverweise, wie z. B. Thomsens humorvolle Sichtweise, die sich z. B. gezielt an Lloyd Kaufman und seine Troma-Filme (wie z. B. „Troma´s War“; „The Toxic Avenger“; „Tromeo and Juliet“) richtet.
Seit dem Jahr 2009 arbeitete er an der Action-Horror-Komödie „Terror Island Holocaust“, die liebevoll alte Action- und Horrorfilme der letzten Jahrzehnte aufarbeitet und in spezielle Art und Weise würdigt und parodiert. Die Hauptrolle spielt erneut Dennis Jürgensen.
Im Februar 2013 wurde der Splatterfilm, um Kontroversen zu umgehen, in Terror Island Overkill umbenannt. Eine Veröffentlichung auf DVD erfolgte 2014 durch Maximum Uncut Productions.
Thomsen ist neben Namen der Deutschen Independent-Szene wie z. B. Philip Polcar,  David Brückner, Sebastian Zeglarski, Markus Hagen, Andreas Schaap, Stefan Schwenk, Stefan Svahn, Simon Spachmann, Lars Rohnstock & Marc Rohnstock, Daniel Flügger und Leslie Teah zu finden.

## Filmografie
- 2000: Knochenwald
- 2002: Knochenwald 2: Fleischernte
- 2007: Knochenwald (Re-Cut)
- 2007: Knochenwald 2 – Fleischernte (Re-Cut)
- 2007: Sudden Slaughter – Knochenwald 3
- 2008: Endzeit (Kurzfilm)
- 2013: Terror Island Overkill: Blutgericht in Todeszone 13

## Veröffentlichungen
- „Knochenwald“ (Teil 1 bis 3): ab 25. August 2008 auf DVD bei Maximum Uncut Productions (MUP), Limitiert auf 500 Stk., Amaray im Pappschuber; Neuauflage: mit neuem Cover limitiert auf 66 Stück (August 2023)
- „Krankheit Mensch 2“ (mit dem Kurzfilm „Endzeit“): ab 16. Mai 2011 auf DVD bei Maximum Uncut Productions (MUP)
- „Terror Island Overkill“: ab 2. Juni 2014 auf DVD bei Maximum Uncut Productions (MUP), Limitiert auf 500 Stk., Amaray im Pappschuber; Neuauflage: Hardbox mit neuem Cover limitiert auf 66 Stück (August 2023)

## Aufführungen
- 2008: Knochenwald 3 – Uraufführung beim 4. Indigo Filmfest, 26. Oktober 2008
- 2013: Terror Island Overkill – Uraufführung beim 9. Indigo Filmfest, 12. Oktober 2013